# Cathédrale Notre-Dame-de-Guadalupe de Ponce
Pour les articles homonymes, voir Cathédrale Notre-Dame-de-Guadalupe.
La cathédrale Notre-Dame-de-Guadalupe est le principal édifice religieux de la ville de Ponce à Porto Rico. Construite de 1835 à 1839 sur la plaza Las Delicias, elle est dédiée à Notre-Dame de Guadalupe.

## Histoire
Le premier édifice religieux a été construit sur ce site en 1670 sous forme d'un ermitage avant que ne soit établi, en 1692, la première chapelle Nuestra Señora de Guadalupe de Ponce lors de la fondation de la ville. En 1835, l'ancien édifice est démoli pour faire place à la construction de l'actuelle cathédrale qui s'achève en 1839. En 1918, la cathédrale est en partie détruite par un tremblement de terre.
En 1924, la cathédrale devient le siège du diocèse de Ponce. Depuis 1984, elle est classée au Registre national des lieux historiques.

## Architecture et décorations
La façade actuelle, datant de 1932, et une partie de l'architecture reconstruite après 1918 sont l'œuvre des architectes Fernando Gardón et Francisco Porrata-Doría (en).